# Brevon (Dranse)
Der Brevon (auch Dranse de Bellevaux genannt) ist ein Gebirgsfluss in Frankreich, der im Département Haute-Savoie in der Region Auvergne-Rhône-Alpes verläuft. Er entspringt in der Nähe des Roc d’Enfer (2243 m), im Gemeindegebiet von Bellevaux. Zuerst fließt er einige Kilometer durch den Wald von Pététoz bis zum kleinen Dorf La Chèvrerie, wo er den kleinen See Lac de Vallon bildet, der im Jahr 1943 durch einen Bergsturz entstanden ist. Der Fluss entwässert anfangs Richtung Nordwest, dreht dann aber auf Nordost und mündet nach rund 22 Kilometern bei Bioge, im Gemeindegebiet von La Vernaz, als linker Nebenfluss in die Dranse.

## Orte am Fluss
- Bellevaux
- Le Lavouet
- Vailly